# 彭詠儀
彭詠儀（1983年5月25日—），香港電台第二台節目主持。中五畢業，2003年參加展翅計劃，加入香港電台接受為期一個月的工作實習，因表現良好實習期屆滿後獲香港電台聘用為藝人聯絡及節目助理。，負責節目包括《QQ Co.》、《拖男帶女 Love Actually》等，其後由拿拿淋提拔，主持第二台及TeenPower節目，亦曾任TeenPower Project Coordinator。

## 簡介
彭詠儀（Morle）被稱台妹，喜愛台劇及台星。一次節目監製提議Morle訪問來港的吳克群，不善國語的Morle硬著頭皮訪問 吳克群。自此Morle經常訪問台星，訪問環節《台柱熱點》由TeenPower《大堆頭》、第二台《尋常事 認真做》至《有冇搞錯》，不斷延續。
入行時身形肥胖的Morle被稱肥彭，2008年問塔羅牌大師有關其戀愛運，因大師一句「裝備好自己先啦」而決心減肥，蛻變成功。

## 現主持節目

### 香港電台第二台
- 主持《同你繼續傾》

逢星期一至五晚上十時至十二時直播
- 《尋常事 認真做》

：逢星期六下午四時至六時直播

## 曾主持節目

### TeenPower
- 《台妹精選》
- 《孭咩背囊團》
- 《Music All Nite》
- 《9口長得出聲架！》
- 《喜·怒·哀樂》
- 《Game 就兩份》
- 《TP夏日劇場：周杰倫—沒有不能說的秘密》
- 《Hello Teen Power》
- 《大堆頭》
- 《時事3D》

### 香港電台第二台
- 《拖男帶女 Love Actually》
- 《有冇搞錯》
- 《敏感時刻》

### 香港電台電視部
- 《贏得樂 玩得喜》

## 演出

### 香港電台電視部
- 《生活逼人 （2012-07-26，第一集：窮爸爸　笑爸爸）》 飾 女警

### 亞洲電視
- 《感動由你開始》演繹

### now香港台
- 《Cooking 媽嫲 （第44集）》 嘉賓

### now觀星台
- 《Feel 純搞作 （第13集）》 嘉賓
- 《女皇駕到 （2012-02-14，第22集：單身情人節）》嘉賓

## 出版書刊
2009年起，與其他港台主持集體出版以下散文集，並參與同年度書展，出席新書簽名會。
- 梁榮忠、黃冠斌、姚婷芝、阿O、Morle 《愛的禮物》
- 梁榮忠、黃冠斌、姚婷芝、阿O、Morle 《愛的禮物 2》
- 梁榮忠、黃冠斌、姚婷芝、阿O、Morle 《Blog Blog 齋》
- 梁榮忠、黃冠斌、阿O、Morle、Eric、黃天頤、的神、超B、阿Lu、紫龍 《全民Blog Blog 齋》
- 梁榮忠、黃冠斌、阿O、Morle、Eric、黃天頤、的神、超B、阿Lu、紫龍、Bear 《潮民Blog Blog 齋》
- 梁榮忠、黃冠斌、阿O、Morle、Eric、黃天頤、的神、超B、阿Lu、紫龍、Bear 《情人Blog Blog齋》

## 外部連結
- 香港電台第二台主持介紹：彭詠儀 （页面存档备份，存于）
- 彭詠儀的新浪微博
- 彭詠儀的Facebook專頁
- 彭詠儀的Instagram帳戶